# Shock in My Town
Shock in My Town è un singolo del cantautore italiano Franco Battiato, pubblicato il 3 settembre 1998 dalla Mercury Records come estratto dall'album Gommalacca. 
È stato pubblicato su CD in due edizioni, rispettivamente con due e quattro tracce.

## Descrizione
Shock in My Town parla di una società degenerata, ritornata allo stato primitivo per colpa di un uso smodato della tecnologia. Nella canzone Battiato menziona gli "shock addizionali", concetto della filosofia gurdjeffiana, e il risveglio della Kundalini, energia divina di tradizione tantrica. Circa al terzo minuto c'è un reverse della frase che si può ascoltare a ridosso del primo ritornello: «Di amminoacidi... Nelle mie orbite si scontrano tribù di sub-urbani… Di amminoacidi». È stato realizzato un videoclip del brano, diretto da Francesco Fei.
Stage Door è un brano in versione demo registrato da Battiato nel suo studio Qainat di Catania. Verrà pubblicato un altro provino della canzone nell'EP de Il ballo del potere e sarà nuovamente incisa per l'album Inneres Auge. Questa prima demo presenta però una strofa in più, rimossa dalle versioni successive.
La stagione dell'amore e La cura sono registrazioni dal vivo tratte dal video album L'imboscata Live Tour 1997.

## Tracce

### Singolo
Testi di Franco Battiato e Manlio Sgalambro, musiche di Franco Battiato.
1. Shock in My Town – 4:23
2. Stage Door (demo) – 4:07

Durata totale: 8:30

### EP
Musiche di Franco Battiato.
1. Shock in My Town – 4:23 (testo: Franco Battiato e Manlio Sgalambro)
2. Stage Door (demo) – 4:07 (testo: Franco Battiato e Manlio Sgalambro)
3. La stagione dell'amore (live) – 4:10 (testo: Franco Battiato)
4. La cura (live) – 4:08 (testo: Franco Battiato e Manlio Sgalambro)

Durata totale: 16:48